# Dänischer Fußballpokal 2005/06
Der Dänische Fußballpokal 2005/06 war die 52. Austragung des dänischen Pokalwettbewerbs der Männer. Er wurde vom dänischen Fußballverband ausgetragen. Geplant war das Finale für den 25. Mai 2006, fand jedoch erstmals nicht am Himmelfahrtstag, sondern am 11. Mai 2006 im Parken von Kopenhagen statt. Grund dafür war ein Erlass der FIFA, das nationale Turniere im Hinblick auf die WM-Endrunde bis zum 15. Mai 2006 abgeschlossen sein sollten. Pokalsieger wurde Randers FC, der sich im Finale gegen Esbjerg fB durchsetzte.
Das Halbfinale wurde in Hin- und Rückspiel entschieden. In den anderen Runden wurden die Begegnungen in einem Spiel ausgetragen. Bei unentschiedenem Ausgang wurde zur Ermittlung des Siegers eine Verlängerung gespielt. Stand danach kein Sieger fest, folgte ein Elfmeterschießen.

## 1. Runde
Es nahmen 48 Mannschaften der Dänemarkserie sowie die 16 Teams der 2. Division 2004/05 teil.
| Datum      |                             | Ergebnis              |                      |
| ---------- | --------------------------- | --------------------- | -------------------- |
| 26.07.2005 | Humlebæk BK                 | 0:4                   | Sorø IF Freja        |
| 26.07.2005 | Valby BK                    | 2:3 n. V.             | VLI Frederiksberg IF |
| 27.07.2005 | Amager FF                   | 0:6                   | Slagelse B&I         |
| 27.07.2005 | Beder-Malling IF            | 3:5 n. V.             | Tommerup BK          |
| 27.07.2005 | De Studerendes Idræt Odense | 5:1                   | Fraugde G&IF         |
| 27.07.2005 | Døllefjelde-Musse IF        | 4:3                   | Ballerup IF          |
| 27.07.2005 | FC Horsens                  | 0:5                   | Brabrand IF          |
| 27.07.2005 | FC Roskilde                 | 0:5                   | Holbæk B&I           |
| 27.07.2005 | Fredericia fF               | 0:1                   | Grenaa IF            |
| 27.07.2005 | Frederikssund IK            | 1:4                   | Albertslund IF       |
| 27.07.2005 | BK Frem Sakskøbing          | 1:1 n. V. (2:3 i. E.) | Jægersborg BK        |
| 27.07.2005 | Greve IF                    | 1:0                   | Hvidovre IF          |
| 27.07.2005 | Hobro IK                    | 1:2                   | Hjørring IF          |
| 27.07.2005 | Lindholm IF                 | 1:4                   | Jetsmark IF          |
| 27.07.2005 | Løgstør IF                  | 3:7                   | Holstebro BK         |
| 27.07.2005 | Nykøbing Mors IF            | 0:4                   | Thisted FC           |
| 27.07.2005 | BK Rødovre                  | 0:2                   | Taastrup FC          |
| 27.07.2005 | Sanderum BK                 | 0:0 n. V. (3:2 i. E.) | Svendborg fB         |
| 27.07.2005 | Skive IK                    | 5:0                   | Nørresundby BK       |
| 27.07.2005 | SUB Sønderborg              | 0:3                   | B 1913 Odense        |
| 27.07.2005 | Solrød FC                   | 3:2                   | Øster Ulslev BK      |
| 27.07.2005 | Sædding/Guldager IF         | 5:2                   | Tjørring IF          |
| 27.07.2005 | Tuse IF                     | 0:5                   | Kalundborg GB        |
| 27.07.2005 | Tved BK                     | 1:6                   | Viby IF              |
| 27.07.2005 | Vanløse IF                  | 0:2                   | Lyngby BK            |
| 27.07.2005 | Aabyhøj IF                  | 0:1                   | Kolding FC           |
| 27.07.2005 | Aalborg Freja               | 2:4                   | IF Kvik              |
| 27.07.2005 | Aarhus Fremad               | 1:5                   | B 1909 Odense        |
| 28.07.2005 | IF Skjold Birkerød          | 1:2                   | Glostrup FK          |
| 28.07.2005 | BK Søllerød-Vedbæk          | 2:1                   | Værløse BK           |
| 29.07.2005 | Korup IF                    | 2:1                   | Næsby BK             |
| 30.07.2005 | Allerød FK                  | 2:1                   | FC Bornholm          |

## 2. Runde
Teilnehmer waren die 32 Sieger der ersten Runde und die 8 Vereine auf den Plätzen neun bis sechzehn der 1. Division 2004/05.
| Datum      |                             | Ergebnis |                            |
| ---------- | --------------------------- | -------- | -------------------------- |
| 09.08.2005 | Taastrup FC                 | 2:6      | Lyngby BK                  |
| 10.08.2005 | AB Gladsaxe                 | 5:0      | Brønshøj BK                |
| 10.08.2005 | Albertslund IF              | 1:5      | Næstved BK                 |
| 10.08.2005 | Allerød FK                  | 2:0      | Greve IF                   |
| 10.08.2005 | B 1913 Odense               | 2:0      | Thisted FC                 |
| 10.08.2005 | Dalum IF                    | 4:0      | Jetsmark IF                |
| 10.08.2005 | De Studerendes Idræt Odense | 1:2      | Sanderum BK                |
| 10.08.2005 | Døllefjelde-Musse IF        | 1:0      | Ølstykke FC                |
| 10.08.2005 | Glostrup FK                 | 1:2      | Holbæk B&I                 |
| 10.08.2005 | Hjørring IF                 | 2:1      | Brabrand IF                |
| 10.08.2005 | Jægersborg BK               | 0:6      | Nykøbing Falster Alliancen |
| 10.08.2005 | Korup IF                    | 1:3      | B 1909 Odense              |
| 10.08.2005 | IF Kvik                     | 0:3      | FC Fredericia              |
| 10.08.2005 | Skive IK                    | 0:5      | Kolding FC                 |
| 10.08.2005 | Solrød FC                   | 0:7      | Slagelse B&I               |
| 10.08.2005 | Sorø IF Freja               | 1:0      | Holstebro BK               |
| 10.08.2005 | BK Søllerød-Vedbæk          | 0:1      | Kalundborg GB              |
| 10.08.2005 | Tommerup BK                 | 0:1      | Sædding/Guldager IF        |
| 10.08.2005 | Viby IF                     | 3:0      | Grenaa IF                  |
| 10.08.2005 | VLI Frederiksberg IF        | 0:2      | B.93 Kopenhagen            |

## 3. Runde
Teilnehmer: Die 20 Sieger der zweiten Runde, sechs Teams auf den Plätzen drei bis acht der 1. Division 2004/05 und der Elfte und Zwölfte der Superliga 2004/05.
| Datum      |                            | Ergebnis |                    |
| ---------- | -------------------------- | -------- | ------------------ |
| 23.08.2005 | Døllefjelde-Musse IF       | 3:2      | BK Skjold Østerbro |
| 23.08.2005 | Sanderum BK                | 1:5      | Dalum IF           |
| 23.08.2005 | Sorø IF Freja              | 1:3      | Slagelse B&I       |
| 24.08.2005 | AB Gladsaxe                | 3:2      | Køge BK            |
| 24.08.2005 | Allerød FK                 | 1:4      | B.93 Kopenhagen    |
| 24.08.2005 | B 1909 Odense              | 1:0      | B 1913 Odense      |
| 24.08.2005 | FC Fredericia              | 3:4      | Kolding FC         |
| 24.08.2005 | BK Frem Kopenhagen         | 2:1      | Vejle BK           |
| 24.08.2005 | Hellerup IK                | 3:0      | Fremad Amager      |
| 24.08.2005 | Holbæk B&I                 | 1:3      | Lyngby BK          |
| 24.08.2005 | Næstved BK                 | 4:2      | Kalundborg GB      |
| 24.08.2005 | Sædding/Guldager IF        | 00:13    | Randers FC         |
| 24.08.2005 | Viby IF                    | 1:4      | Hjørring IF        |
| 31.08.2005 | Nykøbing Falster Alliancen | 2:4      | Herfølge BK        |

## 4. Runde
Teilnehmer: Die 14 Sieger der dritten Runde, der Erste und Zweite der 1. Division 2004/05, sowie die vier Vereine auf den Plätzen sieben bis zehn der Superliga 2004/05.
| Datum      |                      | Ergebnis              |              |
| ---------- | -------------------- | --------------------- | ------------ |
| 14.09.2005 | B 1909 Odense        | 1:1 n. V. (3:0 i. E.) | Hellerup IK  |
| 14.09.2005 | Dalum IF             | 0:1 n. V.             | Silkeborg IF |
| 14.09.2005 | Døllefjelde-Musse IF | 2:5                   | Lyngby BK    |
| 14.09.2005 | FC Nordsjælland      | 0:3                   | Viborg FF    |
| 14.09.2005 | BK Frem Kopenhagen   | 2:1 n. V.             | AB Gladsaxe  |
| 14.09.2005 | Næstved BK           | 1:3                   | Herfølge BK  |
| 14.09.2005 | Randers FC           | 2:0                   | Aarhus GF    |
| 14.09.2005 | Slagelse B&I         | 2:1                   | Hjørring IF  |
| 14.09.2005 | SønderjyskE Fodbold  | 1:2                   | AC Horsens   |
| 21.09.2005 | B.93 Kopenhagen      | 3:5                   | Kolding FC   |

## 5. Runde
Teilnehmer: Die 10 Sieger der vierten Runde und die besten sechs Vereine der Superliga 2004/05.
| Datum      |                    | Ergebnis              |                |
| ---------- | ------------------ | --------------------- | -------------- |
| 12.10.2005 | Randers FC         | 2:0                   | AC Horsens     |
| 19.10.2005 | Aalborg BK         | 2:1 n. V.             | FC Midtjylland |
| 19.10.2005 | Kolding FC         | 1:1 n. V. (4:5 i. E.) | Odense BK      |
| 19.10.2005 | B 1909 Odense      | 5:2                   | Herfølge BK    |
| 19.10.2005 | Brøndby IF         | 2:1                   | Silkeborg IF   |
| 19.10.2005 | BK Frem Kopenhagen | 2:2 n. V. (6:5 i. E.) | Viborg FF      |
| 19.10.2005 | Lyngby BK          | 0:0 n. V. (4:5 i. E.) | Esbjerg fB     |
| 19.10.2005 | Slagelse B&I       | 2:2 n. V. (4:5 i. E.) | FC Kopenhagen  |

## Viertelfinale
Teilnehmer: Die 8 Sieger der vierten Runde.
| Datum      |               | Ergebnis              |                    |
| ---------- | ------------- | --------------------- | ------------------ |
| 05.03.2006 | Aalborg BK    | 2:2 n. V. (7:6 i. E.) | Odense BK          |
| 05.03.2006 | Brøndby IF    | 1:0 n. V.             | FC Kopenhagen      |
| 12.03.2006 | Randers FC    | 3:0                   | BK Frem Kopenhagen |
| 15.03.2006 | B 1909 Odense | 1:3                   | Esbjerg fB         |

## Halbfinale
| Datum          |            | Gesamt    |            | Hinspiel | Rückspiel |
| -------------- | ---------- | --------- | ---------- | -------- | --------- |
| 20./27.04.2006 | Esbjerg fB | 5:3       | Brøndby IF | 5:2      | 0:1       |
| 20./27.04.2006 | Randers FC | (a)1:1(a) | Aalborg BK | 0:0      | 1:1       |

## Finale
| Paarung        | Esbjerg fB – Randers FC |
| Ergebnis       | 0:1 n. V. |
| Datum          | 11. Mai 2006 |
| Stadion        | Parken, Kopenhagen |
| Zuschauer      | 23.825 |
| Schiedsrichter | Kim Milton Nielsen |
| Tore           | 0:1 Karsten Johansen (115.) |
| Esbjerg fB     | Lars Winde – Frank Hansen, Anders Møller Christensen (87. Kolja Afriyie), Lars Christian Nielsen, Martin Jensen, Michaël Murcy (68. Andreas Klarström) – Niki Zimling, Jerry Lucena, Anders Nøhr (81. Lasse Kryger) – Njogu Demba-Nyrén, Fredrik Berglund Cheftrainer: Troels Bech       |
| Randers FC     | Martin Sejr Jensen – Søren Pedersen, Ralf Pedersen , John Sandberg, Jonas Damborg – Alex da Silva (71. Rasmus Hansen), Stig Tøfting, Kenneth Møller Pedersen, Carsten Fredgaard (110. Søren Holdgaard) – Karsten Johansen, Lars Larsen (77. Jesper Christiansen) Cheftrainer: Lars Olsen |
| Gelbe Karten   | keine – Stig Tøfting |
| Platzverweise  | keine – Karsten Johansen (115.) |